# Fort Penedo
Fort Penedo (voluit: Forte de São Francisco do Penedo) is een fort in de Angolese stad Luanda. Het fort werd tussen 1765 en 1766 gebouwd in opdracht van  koning Filips III van Spanje om de stad te verdedigen. Tevens diende het fort toen als slavendepot. Ruim anderhalve eeuw later, gedurende het regime van de Portugese Estado Novo werd het fort als gevangenis gebruikt voor politieke gevangenen. Het fort verkeert in slechte staat van onderhoud.